# 前田光子
前田 光子（まえだ みつこ、旧姓:安原、1912年（明治45年）3月21日 - 1983年（昭和58年）4月18日）は、前田一歩園財団の創立者で、前田一歩園の3代目園主。元宝塚少女歌劇団（現・宝塚歌劇団）雪組娘役。宝塚歌劇団卒業生。
宝塚歌劇団在団時の芸名は、文屋秀子（ぶんや ひでこ）。義父は前田正名。

## 略歴・人物
1912年、栃木県日光市に生まれる。
1927年、宝塚歌劇団17期生として宝塚歌劇団（当時は「寶塚少女歌劇團」）に入団する。同期生に梅香ふみ子、佐保美代子らがいる。
1928年4月、宝塚大劇場において、雪組公演・レヴュウ『春のをどり』で初舞台を踏む。初舞台後は雪組に配属される。
1932年、同年4月1日から30日まで行われた雪組公演『木村重成の妻』『春のをどり（七曜譜）』への出演を最後に宝塚歌劇団を退団する。光子は宝塚歌劇団退団後も、同期生の須磨磯子とは長年に亘って交流を続けており、須磨の娘で元タカラジェンヌの立ともみも光子のことを「前田のおばさま」と呼んで文通をしていたという。
1936年、前田正名の次男、正次（まさじ）と結婚する。正次とは25歳離れていた。
1944年、正次と共に阿寒湖畔に移住する。正次は正名から受け継いだ前田一歩園の2代目園主として、正名の意志を受け継ぎ、森林の保全に努めた。正次は病弱で東京に戻り療養することも多かったため、光子も森林保全を支え続けた。
1957年、正次が死去し、光子が後を引き継いで前田一歩園の3代目園主となり、阿寒湖畔の保全に邁進する。1949年ごろから始まった皆伐した1000ヘクタールの土地への植林は、失敗も繰り返しながら、1ヘクタールあたり2500本を植林し、1983年までに250万本の植林を行った。
また、地元のアイヌに土地の一部を開放し、そこで木彫の店や作業場を持たせ、アイヌの自立を支援した。これはアイヌ部落の礎となり、阿寒湖観光の目玉のひとつとなった。そのため、アイヌからは「ハポ」（アイヌ語で「やさしいお母さん」）と呼ばれて慕われた。
1982年、朝日森林文化賞の特別賞を受賞。副賞は本人の希望で、阿寒の森を撮影した航空写真が贈られた。
1983年4月、正名の「前田家の財産はすべて公共事業の財源とす。」の家憲を体現すべく、私財をなげうって「前田一歩園財団」の設立を果たした14日後に逝去。享年71。「阿寒の母」と呼ばれ、阿寒町葬をもって荼毘に付された。